# Flatormenis pseudomarginata
Flatormenis pseudomarginata är en insektsart som först beskrevs av Frederick Arthur Godfrey Muir 1924.  Flatormenis pseudomarginata ingår i släktet Flatormenis och familjen Flatidae. Inga underarter finns listade i Catalogue of Life.